# اچ‌ام‌اس فرت (۱۸۰۶)
اچ‌ام‌اس فرت (۱۸۰۶) (به انگلیسی: HMS Ferret (1806)) یک کشتی بود که طول آن ۱۰۰ فوت ۲ اینچ (۳۰٫۵ متر) بود. این کشتی در سال ۱۸۰۶ ساخته شد.